# Türkische Badmintonmeisterschaft 2018
Die Türkische Badmintonmeisterschaft 2018 fand vom 1. bis zum 5. Mai 2018 in Ankara statt. 

## Medaillengewinner
| Disziplin    | Gold                           | Silber                              | Bronze                           |
| ------------ | ------------------------------ | ----------------------------------- | -------------------------------- |
| Herreneinzel | Emre Lale                      | İbrahim Haktan Doğan                | Muhammed Ali Kurt                |
| Herreneinzel | Emre Lale                      | İbrahim Haktan Doğan                | Ahmetcan Oruç                    |
| Dameneinzel  | Özge Bayrak                    | Neslihan Yiğit                      | Aliye Demirbağ                   |
| Dameneinzel  | Özge Bayrak                    | Neslihan Yiğit                      | Büşra Ünlü                       |
| Herrendoppel | Serdar Koca Serhat Salım       | Mehmet Çapar Emre Sönmez            | Serkan Uğurlu Gökhan Zenbilci    |
| Herrendoppel | Serdar Koca Serhat Salım       | Mehmet Çapar Emre Sönmez            | İbrahim Ekşi Okan Gültekin       |
| Damendoppel  | Bengisu Erçetin Nazlı Can İnci | Zehra Erdem İlayda Nur Özelgül      | Büşra Yalçınkaya Fatma Nur Yavuz |
| Damendoppel  | Bengisu Erçetin Nazlı Can İnci | Zehra Erdem İlayda Nur Özelgül      | Büşra Ünlü Ebru Yazgan           |
| Mixed        | Emre Sönmez Zehra Erdem        | İbrahim Haktan Doğan Aliye Demirbağ | Mert Tunco İlayda Nur Özelgül    |
| Mixed        | Emre Sönmez Zehra Erdem        | İbrahim Haktan Doğan Aliye Demirbağ | Murat Şen Ebru Yazgan            |